# Алваново
Алва́ново (болг. Алваново) — село в Тирговиштській області Болгарії. Входить до складу общини Тирговиште.

## Населення
За даними перепису населення 2011 року у селі проживали 164 особи, з них 159 осіб (98,1%) — болгари.
Розподіл населення за віком у 2011 році:
Динаміка населення: